# 昌明大马

昌明大马官方标志。

}-
昌明大马是马来西亚第10任首相安华·依布拉欣提出的政策框架和口号。 这个概念主要关注国家的良好治理、可持续发展和种族和谐。 取代第9任首相依斯迈沙比里领导下提出的大马一家概念。
“昌明大马”的概念首次出版成书，并于2022年10月2日在梳邦帝盛君豪酒店（Dorsett Grand Subang）推出，即2022年马来西亚大选前一个月。 安华被任命为马来西亚首相之后，于2023年1月19日在布城宣布，将其引入为一项国家政策。
“MADANI”是其核心价值观的缩写，即：keMampanan（永续）、kesejAhteraan（繁荣）、Daya cipta（创造力）、hormAt（尊重）、keyakiNan（信任）和Ihsan（关怀与同情）。